# Anelaphus albofasciatus
Anelaphus albofasciatus är en skalbaggsart som först beskrevs av Linell 1897.  Anelaphus albofasciatus ingår i släktet Anelaphus och familjen långhorningar. Inga underarter finns listade i Catalogue of Life.